# Flygfältet, Norrtälje
Flygfältet  är namnet på ett valdistrikt i södra Norrtälje.  Det avgränsas av E18 i söder, Stockholmsvägen i väster/nordväst, Gustav Adolfs väg i norr och Carl Bondes väg i öster med Kvisthamra öster därom.
I området återfinns Norrtälje sportcentrums fotbollsplaner samt bostadsområdena Bolkadalen och Görla (Görla industriområde ligger söder om E18)